# Chicago Transit Authority
| 전문가 평가                   | 전문가 평가 |
| 평가 점수                     | 평가 점수   |
| 출처                          | 점수        |
| ----------------------------- | ----------- |
| AllMusic                      | [ 2 ]       |
| Encyclopedia of Popular Music | [ 3 ]       |
| The Great Rock Discography    | 7/10        |
| MusicHound                    | 3.5/5       |
| The Rolling Stone Album Guide | [ 6 ]       |

《Chicago Transit Authority》는 시카고에 기반을 둔 미국의 록 밴드 시카고 (당시 시카고 트랜시트 오소리티로 알려짐)의 데뷔 스튜디오 음반이다. 이 곡은 1969년에 녹음되어 발매되었고, 1971년까지 빌보드 200에서 17위에 올랐고, 〈Does Anybody Really Know What It Is?〉, 〈Questions 67 and 68〉, 〈Beginnings〉를 포함한 여러 성공적인 싱글을 퍼뜨렸다. 이 음반은 171주 동안 《빌보드》 차트에 머물렀고, 이전의 록 음반 장수 기록인 155주를 넘어섰고, 미국 음반 산업 협회로부터 더블 플래티넘 인증을 받았다. 이 첫 번째 녹음 노력으로 이 그룹은 1969년 올해의 최고 신인 아티스트 그래미 어워드 후보에 올랐다. 이 음반은 2014년 그래미 명예의 전당에 헌액되었다.

## 배경
시카고는 1967년 초에 처음에는 빅 씽으로, 그 다음에는 1968년에 프로듀서 제임스 윌리엄 거르시오가 시카고 트랜시트 오소리티로 설립했다. 그들의 트레이드마크는 브라스와 재즈를 융합한 것으로, 게르시오가 성공적이라고 생각한 소울풀한 로큰롤 느낌으로 밴드와 계약하기 위해 그의 레이블을 위해 로비를 했다.
밴드가 음반을 순회하는 동안, 법적 조치는 실제 시카고 교통국에 의해 위협을 받았고, 그룹이 그들의 이름을 단순히 시카고로 변경하도록 강요했다.

## 커버 아트
이 음반의 커버 디자인은 그룹의 공식 웹사이트에서 "색칠한 작은 간판"이라고 불린다. 내부 재킷은 각 밴드 멤버들의 개별 사진을 담고 있는데, 평론가 피터 모렐리는 "지도자 없는 민주주의를 위해 의도적으로 만들어진 밴드라면, 로버트 램 (맨 오른쪽, 서 있는)은 확실히 밴드 사진에서 두드러진다!"라고 언급한다.

## 곡 목록
| #  | 제목                                          | 작사·작곡 | 리드 보컬 | 재생 시간 |
| -- | --------------------------------------------- | --------- | --------- | --------- |
| 1. | 〈Introduction〉                              | 테리 캐스 | 캐스      | 6:35      |
| 2. | 〈Does Anybody Really Know What Time It Is?〉 | 로버트 램 | 램        | 4:35      |
| 3. | 〈Beginnings〉                                | 램        | 램        | 7:54      |

| #  | 제목                    | 작사·작곡 | 리드 보컬       | 재생 시간 |
| -- | ----------------------- | --------- | --------------- | --------- |
| 1. | 〈Questions 67 and 68〉 | 램        | 피터 세테라, 램 | 5:03      |
| 2. | 〈Listen〉              | 램        | 램              | 3:22      |
| 3. | 〈Poem 58〉             | 램        | 램              | 8:35      |

| #  | 제목                         | 작사·작곡                | 리드 보컬        | 재생 시간 |
| -- | ---------------------------- | ------------------------ | ---------------- | --------- |
| 1. | 〈Free Form Guitar〉         | 캐스                     | 기악             | 6:47      |
| 2. | 〈South California Purples〉 | 램                       | 램               | 6:11      |
| 3. | 〈I'm a Man〉                | 스티브 윈우드, 지미 밀러 | 램, 세테라, 캐스 | 7:43      |

| #  | 제목                          | 작사·작곡            | 리드 보컬  | 재생 시간 |
| -- | ----------------------------- | -------------------- | ---------- | --------- |
| 1. | 〈Prologue, August 29, 1968〉 | 제임스 윌리엄 게리오 | 기악       | 0:58      |
| 2. | 〈Someday (August 29, 1968)〉 | 제임스 판코우, 램    | 램, 세테라 | 4:11      |
| 3. | 〈Liberation〉                | 판코우               | 캐스       | 14:38     |

## 인증
| 국가                       | 인증        | 판매량/출하량 |
| -------------------------- | ----------- | ------------- |
| 캐나다 (뮤직 캐나다)       | 플래티넘    | 100,000^      |
| 미국 (RIAA)                | 2× 플래티넘 | 2,000,000^    |
| ^출하량을 기반으로 한 인증 |             |               |